# Bakuon!!
Bakuon!! (ばくおん！！? lett. "Roar!!") è un manga scritto e disegnato da Mimana Orimoto, serializzato sulla rivista Young Champion Retsu di Akita Shoten dal 15 febbraio 2011. Un adattamento anime, prodotto da TMS Entertainment, è stato trasmesso in Giappone tra il 4 aprile e il 20 giugno 2016.

## Personaggi
Hane Sakura (佐倉 羽音?, Sakura Hane)
Doppiata da: Reina Ueda
nata maggio 1995

Rin Suzunoki (鈴乃木 凜?, Suzunoki Rin)
Doppiata da: Nao Tōyama
Onsa Amano (天野 恩紗?, Amano Onsa)
Doppiata da: Yumi Uchiyama
Hijiri Minowa (三ノ輪 聖?, Minowa Hijiri)
Doppiata da: Rikako Yamaguchi
Ducati 1199 Panigale S
Hayakawa
Voce - Shōzō Iizuka
guida una MV Agusta F4 e una Ducati 750 SS
Raimu Kawasaki (川崎 来夢?, Kawasaki Raimu)
Chisame Nakano (中野 千雨?, Nakano Chisame)
Doppiata da: Ibuki Kido

## Media

### Manga
Il manga, scritto e disegnato da Mimana Orimoto, ha iniziato la serializzazione sulla rivista Young Champion Retsu di Akita Shoten il 15 febbraio 2011. Il primo volume tankōbon è stato pubblicato il 19 marzo 2012 e al 20 aprile 2018 ne sono stati messi in vendita in tutto undici.

#### Volumi
| Nº | Data di prima pubblicazione                | Data di prima pubblicazione                                                 | Data di prima pubblicazione |
| Nº | Giapponese                                 | Giapponese                                                                  |                             |
| -- | ------------------------------------------ | --------------------------------------------------------------------------- | --------------------------- |
| 1  | 19 marzo 2012                              | ISBN 978-4-253-25626-1                                                      |                             |
| 2  | 19 ottobre 2012                            | ISBN 978-4-253-25627-8                                                      |                             |
| 3  | 20 giugno 2013                             | ISBN 978-4-253-25628-5                                                      |                             |
| 4  | 20 dicembre 2013                           | ISBN 978-4-253-25629-2                                                      |                             |
| 5  | 20 agosto 2014                             | ISBN 978-4-253-25630-8                                                      |                             |
| 6  | 20 maggio 2015                             | ISBN 978-4-253-25631-5                                                      |                             |
| 7  | 18 marzo 2016                              | ISBN 978-4-253-25632-2                                                      |                             |
| 8  | 20 luglio 2016                             | ISBN 978-4-253-25633-9                                                      |                             |
| 9  | 20 dicembre 2016 (ed. regolare & limitata) | ISBN 978-4-253-25634-6 (ed. regolare) ISBN 978-4-253-18195-2 (ed. limitata) |                             |
| 10 | 18 agosto 2017                             | ISBN 978-4-253-25635-3                                                      |                             |
| 11 | 20 aprile 2018                             | ISBN 978-4-253-25636-0                                                      |                             |

### Anime
Un adattamento anime fu annunciato sul sesto volume del manga il 20 maggio 2015. Un episodio OAV, prodotto da TMS Entertainment per la regia di Junji Nishimura, è stato pubblicato il 18 marzo 2016, seguito da una serie televisiva, a cura dello stesso staff, andata in onda dal 4 aprile al 20 giugno 2016. Le sigle di apertura e chiusura sono rispettivamente Feel × Alive di Sayaka Sasaki e Bon! Bon! Ride On! (ぶぉん！ぶぉん！らいど・おん！?, Bon! Bon! Raido On!) di Reina Ueda, Nao Tōyama, Yumi Uchiyama e Rikako Yamaguchi. In varie parti del mondo gli episodi sono stati trasmessi in streaming in simulcast da Crunchyroll, mentre in America del Nord i diritti sono stati acquistati da Sentai Filmworks. Un secondo episodio OAV è stato pubblicato insieme al nono volume del manga il 20 dicembre 2016.

#### Episodi
| Nº  | Titolo italiano (traduzione letterale) Giapponese 「Kanji」 - Rōmaji | In onda        | In onda |
| Nº  | Titolo italiano (traduzione letterale) Giapponese 「Kanji」 - Rōmaji | Giapponese     |         |
| OAV | Bakuon!! 「ばくおん！！」 - Bakuon!!                                 | 18 marzo 2016  |         |
| 1   | Registrazione al club!! 「にゅうぶ！！」 - Nyūbu!!                   | 4 aprile 2016  |         |
| 2   | Scuola!! 「がっこう！！」 - Gakkō!!                                  | 11 aprile 2016 |         |
| 3   | Debutto!! 「でびゅー！！」 - Debyū!!                                 | 18 aprile 2016 |         |
| 4   | Sorgenti termali!! 「おんせん！！」 - Onsen!!                        | 25 aprile 2016 |         |
| 5   | Touring!! 「つーりんぐ！！」 - Tsūringu!!                            | 2 maggio 2016  |         |
| 6   | Preparazione!! 「じゅんび！！」 - Junbi!!                            | 9 maggio 2016  |         |
| 7   | Festival culturale!! 「ぶんかさい！！」 - Bunkasai!!                 | 16 maggio 2016 |         |
| 8   | Vacanze invernali!! 「ふゆやすみ！！」 - Fuyuyasumi!!                | 23 maggio 2016 |         |
| 9   | Una nuova compagna!! 「しんにゅうせい！！」 - Shinnyūsei!!           | 30 maggio 2016 |         |
| 10  | Kōhai!! 「こうはい！！」 - Kōhai!!                                   | 6 giugno 2016  |         |
| 11  | Biciclette!! 「じてんしゃ！！」 - Jitensha!!                         | 13 giugno 2016 |         |
| 12  | Un mondo di se!! 「もしものせかい！！」 - Moshimo no sekai!!         | 20 giugno 2016 |         |